# Izoindolin
Izoindolin je heterociklično organsko jedinjenje sa molekulskom formulom . On ima bicikličnu strukturu, koja se sastoji od šestoatomnog prstena benzena kondnezovanog sa petoatomskim prstenom koji sadrži atom azota. Struktura ovog jedinjenja je slična sa indolinom, izuzev što je atom azota u poziciji 2 umesto pozicije 1 petoatomskog prstena.

## Srodna jedinjenja
- Indolin
- Indol
- Inden
- Indolin
- Benzofuran
- Karbazol
- Karbolin
- Izatin
- Metilindol
- Oksindol
- Pirol
- Skatol
- Benzen